# (3470) Yaronika
(3470) Yaronika (1975 ES) – planetoida z grupy pasa głównego asteroid okrążająca Słońce w ciągu 3,6 lat w średniej odległości 2,35 j.a. Odkrył ją Nikołaj Czernych 6 marca 1975 roku.